# Honvié
Honvié ist ein Arrondissement im Departement Ouémé im westafrikanischen Staat Benin. Es ist eine Verwaltungseinheit, die der Gerichtsbarkeit der Kommune Adjarra untersteht.

## Demografie und Verwaltung
Gemäß der Volkszählung 2013 des beninischen Statistikamtes INSAE hatte das Arrondissement 17.938 Einwohner, davon waren 8712 männlich und 9226 weiblich.
Von den 53 Dörfern und Quartieren der Kommune Adjarra entfallen neun auf Honvié:
1. Adjati-Djogbèhouè
2. Adjati-vèdo
3. Dossouvié
4. Gassako
5. Honvié Centre
6. Hounsa-Assiogbossa
7. Kpadovié
8. Kpovié-Gbada
9. Djèvié -Wadon